# Hovenäsets kapell
Hovenäsets kapell, som ägs av hovenäsborna, användes som en kyrkobyggnad i Hovenäset i Sotenäs kommun i Bohuslän fram till 2022. Efter en upprustning är idag kapellet en flitigt använd samlingslokal för religiösa och icke-religiösa sammankomster.
För Hovenäsets invånare var det långt att resa till Askums kyrka och därför höll man gudstjänster i skolhuset. År 1919 påbörjades en insamling till ett eget kapell och 1924 satte man upp en klockstapel. Man tog 1933 kontakt med en arkitekt, men först år 1954 var kapellet klart för invigning. 
Den lilla träbyggnaden ritades av Axel Forssén och har ett valmat, skifferbelagt tak. Väggarna täcks av en ljusare skiffer och taket är panelklätt. Bänkkvarteren är fasta med mittgång. 
Predikstolen och altartavlan från 1600-talet kom från den gamla kyrkan i Askum som revs 1885. De flyttades till Hovenäset efter en grundlig restaurering och återfördes till Askums kyrka 2022.
Kapellföreningen är medlem i Sveriges Bygdegårdsförening.